# Gare de Quend - Fort-Mahon
La gare de Quend - Fort-Mahon est une gare ferroviaire française (fermée) de la ligne de Longueau à Boulogne-Ville, située sur le territoire de la commune de Quend, à proximité de Fort-Mahon-Plage, dans le département de la  Somme en région Hauts-de-France.
Elle est fermée dans les années 1950 par la Société nationale des chemins de fer français (SNCF).

## Situation ferroviaire
Établie à 5 mètres d'altitude, la gare fermée de Quend - Fort-Mahon est située au point kilométrique (PK) 204,090 de la ligne de Longueau à Boulogne-Ville, entre les gares de Rue (ouverte) et de Conchil-le-Temple (fermée). 

## Histoire
À la demande de la commune de Quend, qui céda le terrain nécessaire et prit à sa charge les terrassements et une partie du coût des travaux, la Compagnie des chemins de fer du Nord créa une halte à Quend, entre les gares de Rue et de Conchil-le-Temple. Elle est installée dans une maison de garde de sémaphore, avec une salle d'attente et un bureau.
Dès le 30 juin 1894, le conseil municipal demande la transformation de la halte en gare de plein exercice, avec un service marchandise, en lien avec l'activité agricole du secteur mais également des stations balnéaires qui se créaient à Fort-Mahon-Plage et Quend-Plage.
La transformation, une fois accordée par décision ministérielle du 26 juillet 1895, fut partiellement financée par la commune, et consista en la création d'une voie de débord en impasse raccordée au sud du quai de la voie en direction de Boulogne. Sur cette voie étaient aménagés un pont-bascule de 30 tonnes, une halle à marchandises de 86 m² et un quai à bestiaux.
Un véritable bâtiment de gare est construit par la Compagnie des chemins de fer du Nord en 1902-1903.
La gare ferme ses portes dans les années 1950.

## Le tramway de Quend-Plage et Fort-Mahon
La gare fut l'origine d'un chemin de fer secondaire à vapeur, à voie étroite (0,60 m.), qui desservait les deux stations balnéaires à partir de 1898, pour la ligne de Quend-Plage, et 1903, pour celle de Fort-Mahon, jusqu'en 1914. Les voies ayant été partiellement déposées pendant la Première Guerre mondiale pour les besoins militaires, elles furent reposées en 1920-21 et le service reprit en juillet 1921, pour cesser définitivement à la fin de la saison betteravière de 1931.
Les deux lignes sont déclassées par arrêté du 26 février 1934.
|  |  |

Les emprises du tramway dans la gare de Quend servent ensuite pour le stationnement des autobus de la Société des transports automobiles de la Somme (STAS) qui assure alors le service des deux stations balnéaires.